# Augustus Charles Gregory

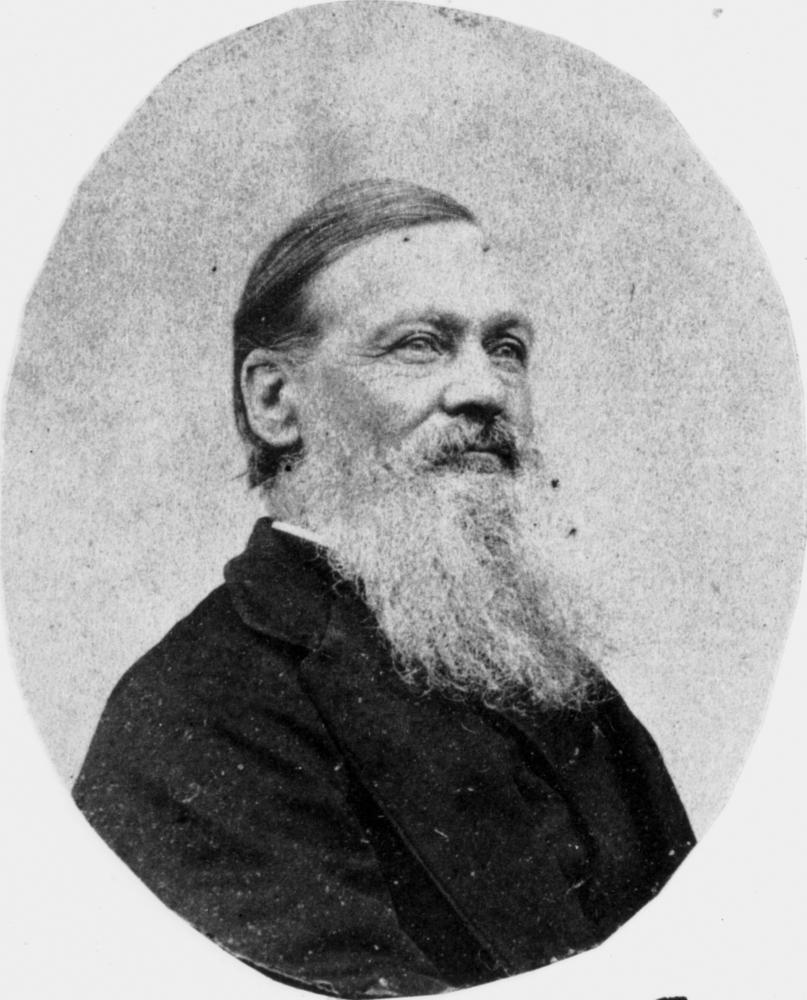
Augustus Charles Gregory (omkring 1870).

Augustus Charles Gregory, född 1 augusti 1819, död 25 juni 1905, var en brittisk forskningsresande.
Gregory företog 1846 och 1852 forskningsresor i Västaustralien mellan Perth och Murchison River, 1855–56 från Victoria Rivers mynning i Nordaustralien till östkusten genom norra Queensland och 1858 nedför Coopers Creeks biflod Barcoo i Queensland till Sydaustralien. Han utgav Journal of the North Australian exploration expedition (1857) och Journals of Australian explorations (1884).